# Барра-Бонита (Сан-Паулу)
Барра-Бонита (порт. Barra Bonita) — муниципалитет в Бразилии, входит в штат Сан-Паулу. Составная часть мезорегиона Бауру. Входит в экономико-статистический микрорегион Жау. Население составляет 38 921 человек на 2006 год. Занимает площадь 150,178 км². Плотность населения — 259,2 чел./км².

## История
Город основан 19 марта 1883 года.

## Статистика
- Валовой внутренний продукт на 2003 составляет 407 692 343,00 реала (данные: Бразильский институт географии и статистики).
- Валовой внутренний продукт на душу населения на 2003 составляет 10 916,63 реала (данные: Бразильский институт географии и статистики).
- Индекс развития человеческого потенциала на 2000 составляет 0,820 (данные: Программа развития ООН).

## География
Климат местности: субтропический. В соответствии с классификацией Кёппена, климат относится к категории Cfb.